# Hypocalamia meterythra
Hypocalamia meterythra är en fjärilsart som beskrevs av George Francis Hampson 1894. Hypocalamia meterythra ingår i släktet Hypocalamia och familjen nattflyn. Inga underarter finns listade i Catalogue of Life.